# Алтенштат (Горња Баварска)
Алтенштат (њем. Altenstadt) општина је у њемачкој савезној држави Баварска. Једно је од 34 општинска средишта округа Вајлхајм-Шонгау. Према процјени из 2010. у општини је живјело 3.314 становника. Посједује регионалну шифру (AGS) 9190111.

## Географија
Алтенштат се налази у савезној држави Баварска у округу Вајлхајм-Шонгау. Општина се налази на надморској висини од 722 метра. Површина општине износи 18,7 km².

## Становништво
У самом мјесту је, према процјени из 2010. године, живјело 3.314 становника. Просјечна густина становништва износи 178 становника/km².